# Bring It On...Bring It On
"Bring It On...Bring It On" é uma canção escrita e gravada por James Brown. A gravação foi lançada como single em 1983 pela gravadora independente Churchill/Augusta. A canção não entrou nas paradas musicais nos Estados Unidos, mas alcançou o número 45 da parada UK Singles Chart. O Lado-B do disco, o clássico do rhythm and blues "The Night Time Is the Right Time (To Be With the One That You Love)", alcançou o número 73 da parada R&B nos EUA) "Bring It On" também aparece no álbum Bring It On!.